# Here
Here (anteriormente Smart2Go, Nokia Maps e Ovi Maps) é uma empresa que fornece dados de mapeamento e serviços relacionados a indivíduos e empresas. Este serviço foi criado originalmente para telefones celulares e dispositivos de multimídia da Nokia. Hoje é propriedade dos consórcios Audi, BMW e Daimler. Here inclui a navegação orientada por voz para pedestres e motoristas de 74 países em 46 idiomas diferentes e existem mapas para mais de 180 países. Os usuários podem baixar mapas no telefone ou no PC, e pode ter mapas offline no Android, iOS e Windows Phone.
A tecnologia da Here é baseada em um modelo de computação em nuvem, em que os serviços de dados e localização são armazenados em servidores remotos para que os usuários tenham acesso, não importando o dispositivo que usarem. Here captura o conteúdo local, tais como redes de estradas, edifícios, parques e padrões de tráfego. A Here oferece informações de trânsito ao vivo em 33 países e tem mapas de interiores disponíveis em cerca de 49.000 edifícios em 45 países.

## História

do aplicativo Nokia City Lens.

Em 2001, a TellMaris, um consórcio da União Europeia, desenvolve o Smart2Go. A Nokia ganhou os direitos sobre o software em agosto de 2006 quando adquiriu a Gate5, empresa dedicada ao software de planejamento de rota. Em seguida o app foi renomeado de Nokia Maps.
Nokia Mapas Ovi marca adaptada em outono de 2007, se tornou OVI Maps sucessivamente. Após o abandono da marca Ovi em 2011, o serviço voltou novamente a ser chamado Nokia Maps, para mais tarde adotar o atual nome, Here Maps. Uma versão beta do Here Mapas para o Samsung Galaxy foi lançado em outubro de 2014. Anteriormente, houve também uma versão para iOS, mas esse foi removido da App Store por problemas com o iOS 7, conforme relatado pela empresa. Em março de 2015, o aplicativo novamente estava disponível no iOS.
A Here licencia sua plataforma de localização para outras grandes empresas, incluindo Amazon, Bing, Yahoo!, Flickr, SAP e Oracle. A Amazon, por exemplo, usa a plataforma Here para mapas e geocodificação, no Amazon Maps. A plataforma calcula 11 bilhões de sondas de tráfego por mês, recebe 80 milhões de solicitações de geocodificação diariamente, processa 24 milhões de solicitações de rotas por dia e mais de 1 bilhão de consultas de pesquisa em um ano.
Em 03 de agosto de 2015, a Nokia anunciou que havia chegado a um acordo para vender a Here aos consórcios Audi, BMW e Daimler. A aquisição foi concluída em dezembro de 2015. Em março de 2016, foi anunciado que o Here não estaria disponível para Windows 10, devido à sua baixa participação de mercado.

## Plataformas

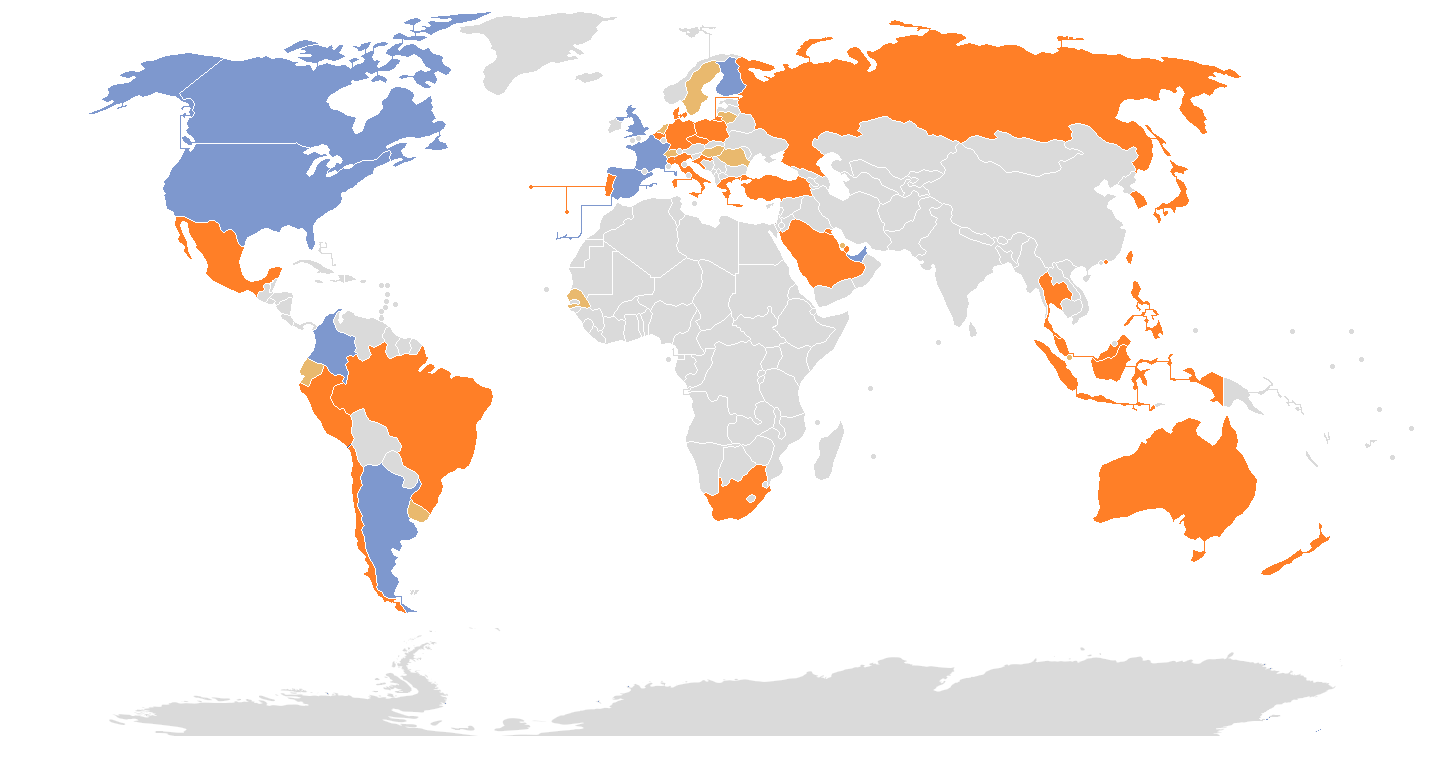
Cobertura parcial
Cobertura total
Sem dados

Atualmente, o Here Maps está disponível em 196 países e suas características incluem navegação offline, pontos de referência em 3D e mapas de locais internos para mais de 100.000 edifícios únicos em 87 países. O aplicativo é disponível nas plataformas Symbian, Maemo, MeeGo, Windows, Firefox OS, Mac OS X, Android e iOS.

### Android
Em novembro de 2012, a Here anunciou a decisão de disponibilizar seus aplicativos para todos os sistemas operacionais para que qualquer pessoa pudesse acessá-lo. A Here desenvolveu um API do Here Maps para Android, assim os usuários da plataforma podem interagir com edifícios em 3D, procurar edifícios específicos e visualizar diferentes rotas. Em outubro de 2014, o aplicativo tornou-se disponível em todos os dispositivos Android.

### iOS
Em novembro de 2012, a Here criou um serviço web baseado em HTML5 para iOS. O aplicativo gratuito fornece aos usuários do iPhone mapas em quase 200 países, bem como transporte público, caminhadas e direções de carro. Ele também fornece várias vistas de mapa, incluindo uma vista de satélite, vista de transporte público e vista de tráfego ao vivo. Foi retirado da App Store em dezembro de 2013, depois de não ter sido atualizado por 10 meses. O app foi relançado em 11 de março de 2015.

### Windows
Os apps da Here para Windows estão disponível por meio de um SDK dedicado ao software. Os lugares favoritos são salvos na nuvem para que possam ser acessados em outros aplicativos diferentes. Em fevereiro de 2013, a Nokia anunciou que o Here Maps, Here Drive e Here Transit estaria disponível em todos os dispositivos Windows na Windows Store.